# Pâinea veșnică
„Pâinea veșnică” (în rusă Вечный хлеб) este o povestire științifico-fantastică a scriitorului Aleksandr Beleaev. Lucrarea lui Beleaev are o tematică parțial medicală, ea este dedicată perspectivelor dezvoltării biotehnologiei. A apărut prima dată în 1928 în colecția Борьба в эфире (Luptă aeriană) alături de romanul care dă numele colecției și de alte două povestiri „Ни жизнь, ни смерть” și „Над бездной”.

## Prezentare
Povestea are loc toamna târziu într-un sătuc german de pescari de pe o insulă din Marea Nordului. Profesorul biochimist Breuer, care a părăsit Universitatea din Berlin pentru a-și continua cercetările, trăiește lângă acest sătuc de pescari, sperând ca noua sa descoperire să-i facă pe oameni fericiți. Pe baza culturii celor mai „simple” organisme, care cresc fără a avea nevoie de îngrijire, Breuer a creat un aluat gustos - pâinea veșnică.
Treptat alimentul se răspândește de la săteanul căruia i-a încredințat „pâinea” pentru supraveghere, ajungând pe toată insula și apoi la niște negustori care încep comercializarea produsului. Cu venirea verii, experimentul scapă de sub control, aluatul crescând necontrolat datorită căldurii și amenință să ocupe uscatul și apa mării. Breuer este nevoit să creeze o ciupercă minusculă care să oprească creșterea alimentului și să îl distrugă.
Povestirea este inspirată de basmul din 1815 Terciul dulce - Der süße Brei de Frații Grimm și de romanul din 1904 Hrana zeilor de H. G. Wells.

## Traduceri în limba română
- „Pâinea veșnică” (1928), traducere de M. Cardaș și V. Bîrlădeanu. Publicată în Aleksandr Beleaev - Steaua KEȚ, Opere alese II, Editura Tineretului, București, 1963.

## Legături externe
- ru  Pâinea veșnică la fantlab.ru
- ru  Pâinea veșnică text integral

## Vezi și
- „Cheia laxiană” de Robert Sheckley - o povestire asemănătoare
- Război cu salamandrele (1936) de Karel Čapek - un roman asemănător